# 別拉瓦

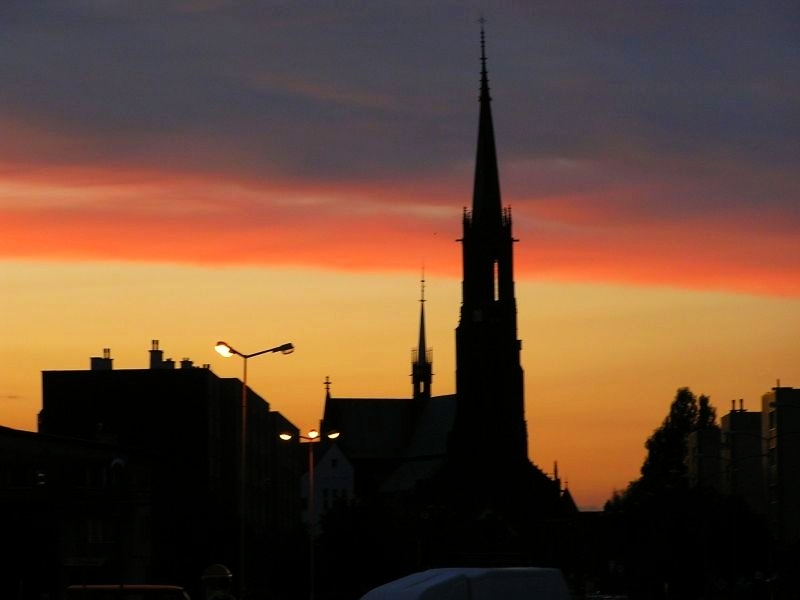

別拉瓦（波蘭語：Bielawa，波蘭語發音：[bʲɛˈlava] ⓘ）是波蘭的城鎮，位於該國西南部，距離首府弗罗茨瓦夫約55公里，由下西里西亞省負責管轄，始建於13世紀，面積36.21平方公里，最高點海拔高度964米，2017年人口30,275。

## 外部連結
- Official town website（页面存档备份，存于）
- Jewish Community in Bielawa（页面存档备份，存于） on Virtual Shtetl

50°42′N 16°37′E / 50.700°N 16.617°E